# 강민석 (1968년)
강민석(본명 : 강원석, 1968년 9월 23일 ~ )은 대한민국의 배우이다. 1991년 KBS 14기 공채 탤런트로 선발되었다.

## 경력
- FTV 자문위원
- KBS 탤런트실 운영위원

## 출연 작품

### 드라마
- 《정도전》 (KBS1, 2014년) - 조영무 역
- 《거상 김만덕》 (KBS1, 2010년) - 칠복 역
- 《대왕세종》 (KBS1, 2008년) - 임할라 역
- 《현장기록형사》 (MBC, 2006년) - 각종단역
- 《서울1945》 (KBS1, 2006년) - 군사법원판사 역
- 《제5공화국》 (MBS, 2005년)
- 《토지》 (SBS, 2004년)
- 《해신》 (KBS2, 2004년)
- 《불멸의 이순신》 (KBS1, 2004년) - 이광악 역
- 《영웅시대》 (MBC, 2004년)
- 《장길산》 (SBS, 2004년)
- 《왕의 여자》 (SBS, 2003년)
- 《장희빈》 (KBS2, 2002년) - 업동 역
- 《상도》 (MBC, 2001년)
- 《순정》 (KBS2, 2001년)
- 《쿨》 (KBS2, 2001년)
- 《명성황후》 (KBS2, 2001년)
- 《꽃밭에서》 (KBS2, 2001년)
- 《여인천하》 (SBS, 2001년) - 모가비와 도박을 한 사내 역
- 《이것이인생이다》 (KBS1 , 2001년)
- 《천둥소리》 (KBS2, 2000년)
- 《덕이》 (SBS, 2000년)
- 《태조 왕건》 (KBS1, 2000년) - 왕건 대전내관/고려 부장 역
- 《만남》 (KBS2, 1999년)
- 《종이학》 (KBS2, 1998년)
- 《왕과 비》 (KBS1, 1998년)
- 《그대 나를 부를 때》 (KBS2, 1997년)
- 《용의 눈물》 (KBS1, 1996년)
- 《머나먼 나라》 (KBS2, 1996년)
- 《슈팅》(KBS2, 1996년)
- 《첫사랑》 (KBS2, 1996년) - 왕기 수하 역
- 《바람의 아들》 (KBS2, 1995년)
- 《젊은이의 양지》 (KBS2, 1995년)
- 《길》 (KBS2, 1995년)
- 《춘향전》 (KBS1, 1994년)
- 《딸부잣집》 (KBS2, 1994년) - 권소령의 학교 선배 역
- 《3일의 약속》 (KBS2, 1991년)